# Element Eighty (album)
Element Eighty – pierwszy studyjny album zespołu Element Eighty wydany 28 października 2003 nakładem wytwórni Republic/Universal. 

## Lista utworów
1. Goodbye - 2.45
2. Bloodshot - 3.57
3. Broken Promises - 3.18
4. Texas Cries - 3.01
5. Parachute - 3.00
6. Dummy Block - 2.58
7. Scars (Echo Song) - 4.58
8. Slackjaw - 3.21
9. Rabies - 3.18
10. Pancake Land - 2.51
11. Flatline - 4.38
12. Rubbertooth - 1.44